# Malý čtenář
Malý čtenář byl český ilustrovaný časopis pro děti a mládež, vycházející v letech 1882–1941.

## Historie časopisu Malý čtenář

### Počátky časopisu
Cílem zakladatelů časopisu, poděbradských učitelů, bylo dosáhnout vyšší úrovně české četby pro děti po všech stránkách – umělecké, myšlenkové a jazykové.
V prvních letech časopis vydávali vlastním nákladem redaktoři, zejména Gabriel Smetana, učitel v Poděbradech a Josef Zelený, ředitel měšťanské školy v Polné.
První číslo vyšlo roku 1882 s podtitulem Školské mládeži českoslovanské pro poučení a zábavu. V prvních ročnících byl rozsah i obsah časopisu skromný. Jednotlivá čísla měla 14-16 stránek, časopis vycházel měsíčně, s výjimkou prázdninových měsíců. Z počátku chyběl i výtvarný doprovod nebo byla otištěna jedna ilustrace na titulní stránce. Nenáročný byl i obsah, přesto se objevily i příspěvky Adolfa Heyduka a Karla Václava Raise.

### Rozvoj časopisu v nakladatelství J. R. Vilímek
Od ročníku (1887-1888) se vydavatelem stalo nakladatelství Josef Richard Vilímek (firmu vedl nejprve Josef Richard Vilímek otec, později syn). Počínaje osmým ročníkem se z časopisu stal bohatě ilustrovaný čtrnáctideník, a rozšířil se okruh autorů. Přitom zůstávala zachována kvalita. Rozvoji Malého čtenáře přispěla dobře vedená reklama nakladatelství J. R. Vilímek, které časopis propagovalo v jím vydávaných periodikách.
Od ročníku 1929-1930 se počet stran rozšířil na 24, v ročníku 1939-1940 se časopis proměnil na týdeník (40 čísel po 16 stranách).

### Zánik Mladého čtenáře
V roce 1941 vyšlo pouze 38 čísel a vydávání časopisu bylo protektorátními úřady zastaveno.

## Osobnosti a náplň časopisu Malý čtenář

### Autoři spolupracující s Malým čtenářem
V počátcích Malého čtenáře byli jeho přispěvateli především redaktoři, i když se podařilo získat příspěvky Adolfa Heyduka a Karla Václava Raise.
Od sedmého ročníku (1887-1888), kdy časopis převzalo nakladatelství J. R. Vilímek, k nim přibyli (uvedeni pouze nejvýznamnější) např. Růžena Jesenská, Bohdan Kaminský, Josef Kožíšek, Eliška Krásnohorská, Emanuel Lešehrad, Josef Václav Sládek, F. X. Svoboda, Jaroslav Vrchlický a řada dalších. Později spolupracovali Alois Jirásek, Alois Mrštík, Vilém Mrštík, Quido Maria Vyskočil, Adolf Wenig, Zikmund Winter a jiní.

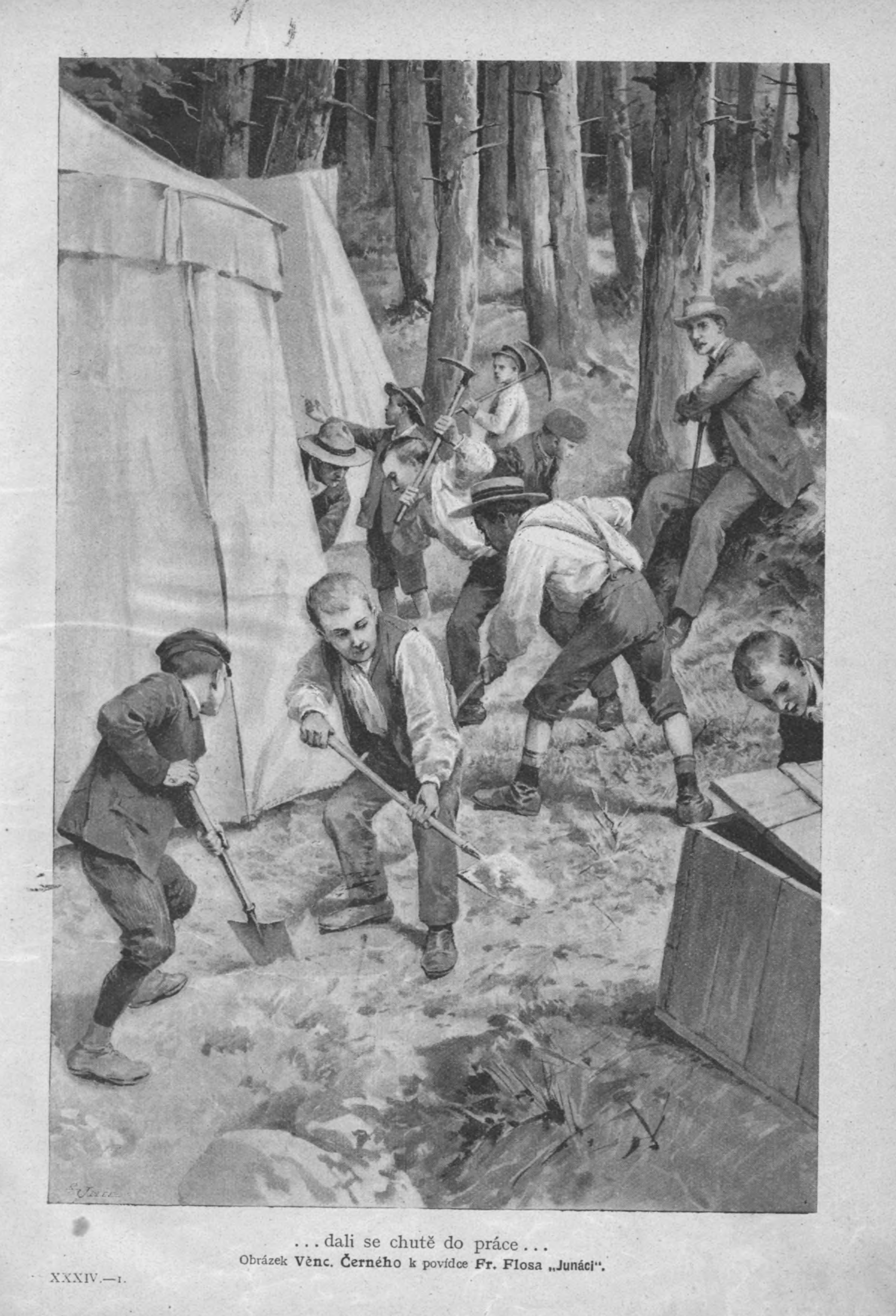
Věnceslav Černý (ilustrace, Malý čtenář 1/1915)

### Výtvarná stránka
Texty byly ve vrcholném období bohatě doprovázeny fotografiemi i celostránkovými obrázky. K nejvýznamnějším ilustrátorům patřili Věnceslav Černý, Stanislav Hudeček, Artuš Scheiner a Josef Wenig. V novější době se k nim přiřadil Zdeněk Burian, který je autorem čtrnácti titulních stran (z dvaceti) pro 54. ročník (1932-1933). Dalšími předními ilustrátory byli Marie Fischerová-Kvěchová, Adolf Kašpar, Adolf Liebscher, Alfons Mucha, František Ženíšek a v závěru vydávání František Tichý.

### Obsah Malého čtenáře
Časopis se vyvíjel a ovlivňoval několik generací dětí. Cíle prvního období (do převzetí nakladatelstvím J. R. Vilímek) byly především vzdělávací a osvětové.
Od 8. ročníku zachovával časopis původní koncepci. Verše a povídky byly doplňovány naučnými texty, závěrečná stránka přinášela hádanky a rébusy. Na přelomu 19. a 20. století přibyly malé obrazové seriály, návody ke zhotovení různých předmětů. Ve třicátých letech se časopis věnoval, zpravidla na přechodnou dobu, tématům skautingu, letectví, filatelie, esperanta, kouzelnictví, správného chování apod.
Od 30. let 20. století se časopis zaměřil především na starší mládež a jeho program se stal náročnější. Články se věnovaly též výtvarnému umění i hudbě. Od poloviny třicátých let vzrostl podíl překladů a Malý čtenář zveřejňoval díla autorů jako Jules Verne, Johann Wolfgang Goethe, Michail Prišvin, Rudyard Kipling apod.

## Knihovna Malého čtenáře
Na vydávání časopisu úzce navazovala Vilímkova knihovna Malého čtenáře (1900-1927), kde vycházela hodnotná díla pro děti. V ní vyšla např. Kytice Karla Jaromíra Erbena (1916), Babička Boženy Němcové (1900), Robinson na Otavě Karla Klostermanna (1911 a 1923). Z překladů uvedla tato edice např. Kavkazský zajatec Lva Nikolajeviče Tolstého (1911) či Hrdinný kapitán Korkoran Alfreda Assolanta (do 1903). Častými ilustrátory Knihovny, stejně tak jako časopisu Malý čtenář, byli Věnceslav Černý a Stanislav Hudeček.

## Malý čtenář online
Malý čtenář 1884-1941 je zdigitalizován a dostupný v systému Kramerius. Ročníky 1-3, 5, 12-13, 20, 25, 29, 33, 36 nejsou k dispozici. Od ročníku 1915-1916 je Malý čtenář přístupný pouze v prostorách Národní knihovny ČR nebo lze objednat papírovou kopii příslušné stránky.

## Galerie

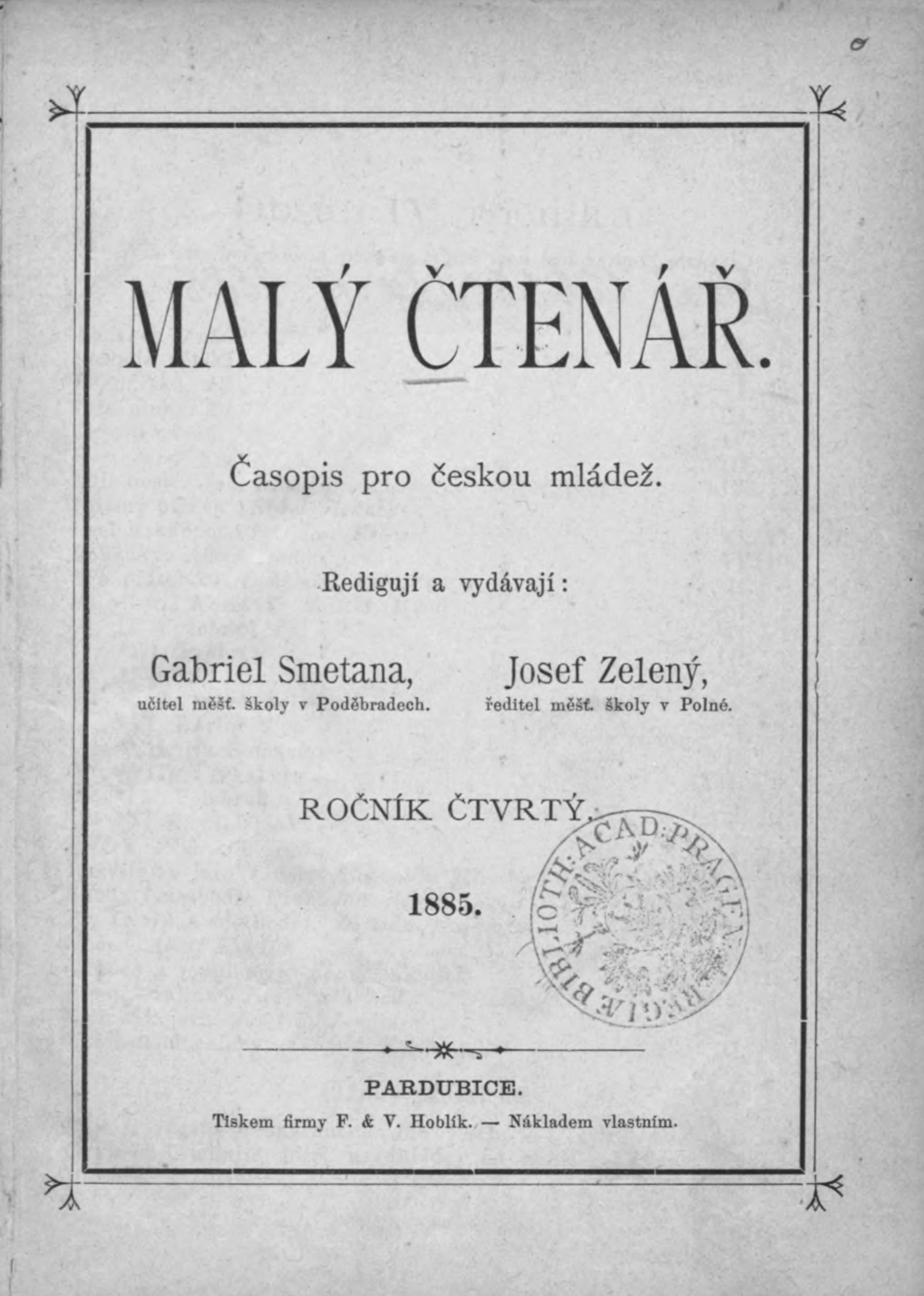
Malý čtenář, 1/1885, titulní stránka
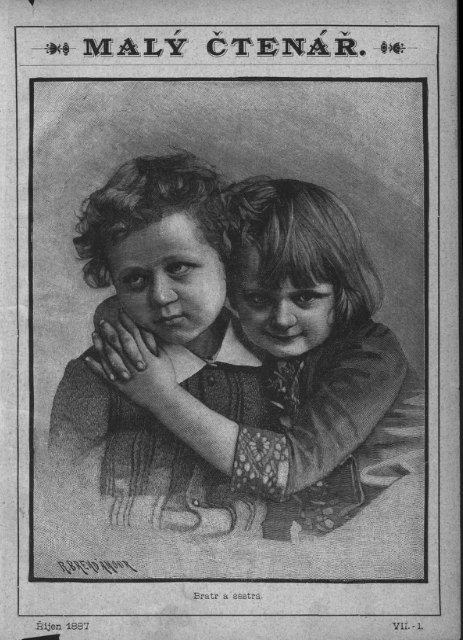
Malý čtenář, 2/1887, titulní stránka
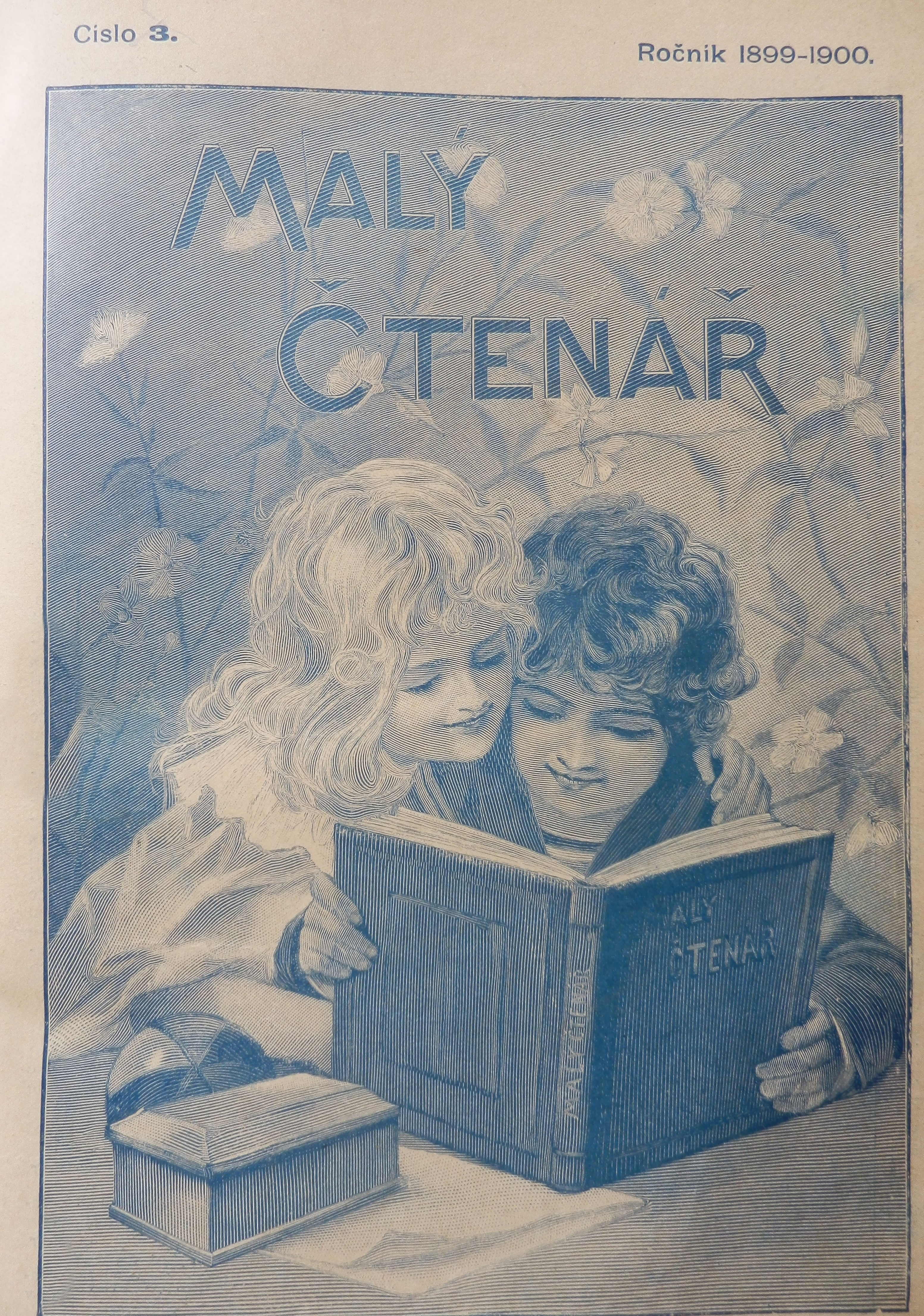
Malý čtenář, 3/1899, titulní stránka